# Europese kampioenschappen schaatsen allround mannen
De Europese kampioenschappen schaatsen allround voor mannen is een tweejaarlijks terugkerend Europees schaatstoernooi, van 1891 tot en met 2017 was het een jaarlijks toernooi.
Oorspronkelijk werden de kampioenschappen voor vrouwen en mannen gescheiden gehouden, maar omdat het vrouwenschaatsen steeds minder populair werd en de televisie-uitzendingen weinig kijkers trokken besloot de Internationale Schaatsunie om vanaf 1990 de toernooien gezamenlijk te houden. In 2017 werden de EK sprint (m/v) aan het 'schaatsweekend' toegevoegd en werd de frequentie tweejaarlijks, in het tussenliggende jaar worden de EK afstanden geschaatst.
Vanaf de editie van 1999 is het aantal deelnemers aan de wereldkampioenschappen allround door de ISU op 24 deelnemers (voor mannen en vrouwen) vastgesteld. De startplaatsen werden voortaan per continent verdeeld. Van 1999-2014 was het EK allround bepalend voor de invulling van de Europese startplaatsen per land op het WK.

## Historie medaillewinnaars eindklassement
| Jaar | Plaats          | Goud                  | Zilver                | Brons                 |
| --- | --------------- | --------------------- | --------------------- | --------------------- |
| Pré ISU-kampioenschappen |                 |                       |                       |                       |
| Europees kampioen: winnaar van alle drie afstanden |                 |                       |                       |                       |
| 1891 | Hamburg         | onbeslist             | onbeslist             | onbeslist             |
| 1892 | Wenen           | onbeslist             | onbeslist             | onbeslist             |
| ISU-kampioenschappen |                 |                       |                       |                       |
| Europees kampioen: winnaar van drie van de vier afstanden                                                                                             |                 |                       |                       |                       |
| 1893 | Berlijn         | Rudolf Ericson        | onbeslist             | onbeslist             |
| 1894 | Hamar           | onbeslist             | onbeslist             | onbeslist             |
| 1895 | Boedapest       | Alfred Næss           | onbeslist             | onbeslist             |
| 1896 | Hamburg         | Julius Seyler         | onbeslist             | onbeslist             |
| 1897 | Amsterdam       | Julius Seyler         | onbeslist             | onbeslist             |
| 1898 | Helsinki        | Gustaf Estlander      | onbeslist             | onbeslist             |
| 1899 | Davos           | Peder Østlund         | onbeslist             | onbeslist             |
| 1900 | Strbské Pleso   | Peder Østlund         | onbeslist             | onbeslist             |
| 1901 | Trondheim       | Rudolf Gundersen      | onbeslist             | onbeslist             |
| 1902 | Davos           | Johan Schwartz        | onbeslist             | onbeslist             |
| 1903 | Kristiania      | onbeslist             | onbeslist             | onbeslist             |
| 1904 | Davos           | Rudolf Gundersen      | onbeslist             | onbeslist             |
| 1905 | Stockholm       | Johan Vikander        | onbeslist             | onbeslist             |
| 1906 | Davos           | Rudolf Gundersen      | onbeslist             | onbeslist             |
| 1907 | Davos           | Moje Öholm            | onbeslist             | onbeslist             |
| Europees kampioen: winnaar van drie van de vier afstanden, anders degene met de minste afstandspunten (1e = 1pnt, 2e = 2pnt, etc.)                    |                 |                       |                       |                       |
| 1908 | Klagenfurt      | Moje Öholm            | Oscar Mathisen        | Thomas Bohrer         |
| 1909 | Boedapest       | Oscar Mathisen        | Thomas Bohrer         | Moje Öholm            |
| 1910 | Viipuri         | Nikolaj Stroennikov   | Magnus Johansen       | Oscar Mathisen        |
| 1911 | Hamar           | Nikolaj Stroennikov   | Thomas Bohrer         | Otto Andersson        |
| 1912 | Stockholm       | Oscar Mathisen        | Gunnar Strömstén      | Martin Sæterhaug      |
| 1913 | Sint-Petersburg | Vasili Ippolitov      | Oscar Mathisen        | Nikita Najdenov       |
| 1914 | Berlijn         | Oscar Mathisen        | Vasili Ippolitov      | Bjarne Frang          |
| 1915-1921 Kampioenschap niet verreden |                 |                       |                       |                       |
| 1922 | Helsinki        | Clas Thunberg         | Ole Olsen             | Asser Wallenius       |
| 1923 | Hamar           | Harald Strøm          | Clas Thunberg         | Roald Larsen          |
| 1924 | Kristiania      | Roald Larsen          | Clas Thunberg         | Oskar Olsen           |
| 1925 | Sankt Moritz    | Otto Polacsek         | Roald Larsen          | Oskar Olsen           |
| Europees kampioen: winnaar van drie van de vier afstanden, anders degene met de meeste totaalpunten (percentage ten opzichte van huidig wereldrecord) |                 |                       |                       |                       |
| 1926 | Chamonix        | Julius Skutnabb       | Otto Polacsek         | Uuno Pietilä          |
| 1927 | Stockholm       | Bernt Evensen         | Clas Thunberg         | Ivar Ballangrud       |
| Europees kampioen: winnaar van drie van de vier afstanden, anders degene met de minste totaalpunten                                                   |                 |                       |                       |                       |
| 1928 | Oslo            | Clas Thunberg         | Bernt Evensen         | Roald Larsen          |
| 1929 | Davos           | Ivar Ballangrud       | Clas Thunberg         | Roald Larsen          |
| 1930 | Trondheim       | Ivar Ballangrud       | Michael Staksrud      | Thorstein Stenbek     |
| 1931 | Stockholm       | Clas Thunberg         | Ossi Blomqvist        | Dolph van der Scheer  |
| 1932 | Davos           | Clas Thunberg         | Ossi Blomqvist        | Rudolf Riedl          |
| 1933 | Viipuri         | Ivar Ballangrud       | Birger Wasenius       | Kalle Paananen        |
| 1934 | Hamar           | Michael Staksrud      | Max Stiepl            | Karl Wazulek          |
| 1935 | Helsinki        | Karl Wazulek          | Bernt Evensen         | Birger Wasenius       |
| 1936 | Oslo            | Ivar Ballangrud       | Charles Mathiesen     | Harry Haraldsen       |
| 1937 | Davos           | Michael Staksrud      | Hans Engnestangen     | Birger Wasenius       |
| 1938 | Oslo            | Charles Mathiesen     | Harry Haraldsen       | Ivar Ballangrud       |
| 1939 | Riga            | Alfons Bērziņš        | Charles Mathiesen     | Aage Johansen         |
| 1940-1945 Kampioenschap niet verreden |                 |                       |                       |                       |
| 1946* | Trondheim       | Göthe Hedlund         | Aage Johansen         | Nikolaj Petrov        |
| 1947 | Stockholm       | Åke Seyffarth         | Göthe Hedlund         | Sverre Farstad        |
| 1948 | Hamar           | Reidar Liaklev        | Göthe Hedlund         | Odd Lundberg          |
| 1949 | Davos           | Sverre Farstad        | Hjalmar Andersen      | Kornél Pajor          |
| 1950 | Helsinki        | Hjalmar Andersen      | Reidar Liaklev        | Sverre Ingolf Haugli  |
| 1951 | Oslo            | Hjalmar Andersen      | Wim van der Voort     | Henry Wahl            |
| 1952 | Östersund       | Hjalmar Andersen      | Kees Broekman         | Kornél Pajor          |
| 1953 | Hamar           | Kees Broekman         | Wim van der Voort     | Ivar Martinsen        |
| 1954 | Davos           | Boris Sjilkov         | Hjalmar Andersen      | Sigge Ericsson        |
| 1955 | Falun           | Sigge Ericsson        | Oleg Gontsjarenko     | Dmitri Sakoenenko     |
| 1956 | Helsinki        | Jevgeni Grisjin       | Knut Johannesen       | Sigge Ericsson        |
| 1957 | Oslo            | Oleg Gontsjarenko     | Knut Johannesen       | Roald Aas             |
| 1958 | Eskilstuna      | Oleg Gontsjarenko     | Vladimir Sjilikovski  | Knut Johannesen       |
| 1959 | Göteborg        | Knut Johannesen       | Juhani Järvinen       | Toivo Salonen         |
| 1960 | Oslo            | Knut Johannesen       | Boris Stenin          | Roald Aas             |
| 1961 | Helsinki        | Viktor Kositsjkin     | Henk van der Grift    | André Kouprianoff     |
| 1962 | Oslo            | Robert Merkoelov      | André Kouprianoff     | Boris Stenin          |
| 1963 | Göteborg        | Nils Egil Aaness      | Knut Johannesen       | Per Ivar Moe          |
| 1964 | Oslo            | Ants Antson           | Joeri Joemasjev       | Per Ivar Moe          |
| 1965 | Göteborg        | Eduard Matoesevitsj   | Per Ivar Moe          | Viktor Kositsjkin     |
| 1966 | Deventer        | Ard Schenk            | Kees Verkerk          | Valeri Kaplan         |
| 1967 | Lahti           | Kees Verkerk          | Valeri Kaplan         | Eduard Matoesevitsj   |
| 1968 | Oslo            | Fred Anton Maier      | Eduard Matoesevitsj   | Magne Thomassen       |
| 1969 | Inzell          | Dag Fornæss           | Kees Verkerk          | Göran Claeson         |
| 1970 | Innsbruck       | Ard Schenk            | Dag Fornæss           | Göran Claeson         |
| 1971 | Heerenveen      | Dag Fornæss           | Ard Schenk            | Kees Verkerk          |
| 1972 | Davos           | Ard Schenk            | Roar Grønvold         | Jan Bols              |
| 1973 | Grenoble        | Göran Claeson         | Hans van Helden       | Harm Kuipers          |
| 1974 | Eskilstuna      | Göran Claeson         | Amund Martin Sjøbrend | Hans van Helden       |
| 1975 | Heerenveen      | Sten Stensen          | Harm Kuipers          | Piet Kleine           |
| 1976 | Oslo            | Kay Arne Stenshjemmet | Sten Stensen          | Jan Egil Storholt     |
| 1977 | Larvik          | Jan Egil Storholt     | Kay Arne Stenshjemmet | Amund Martin Sjøbrend |
| 1978 | Oslo            | Sergej Martsjoek      | Sten Stensen          | Jan Egil Storholt     |
| 1979 | Deventer        | Jan Egil Storholt     | Kay Arne Stenshjemmet | Sergej Martsjoek      |
| 1980 | Trondheim       | Kay Arne Stenshjemmet | Jan Egil Storholt     | Tom Erik Oxholm       |
| 1981 | Deventer        | Amund Martin Sjøbrend | Hilbert van der Duim  | Kay Arne Stenshjemmet |
| 1982 | Oslo            | Tomas Gustafson       | Rolf Falk-Larssen     | Hilbert van der Duim  |
| 1983 | Den Haag        | Hilbert van der Duim  | Yep Kramer            | Bjørn Arne Nyland     |
| 1984 | Larvik          | Hilbert van der Duim  | Rolf Falk-Larssen     | Frits Schalij         |
| 1985 | Eskilstuna      | Hein Vergeer          | Frits Schalij         | Oleg Bozjev           |
| 1986 | Oslo            | Hein Vergeer          | Aleksandr Mozin       | Tomas Gustafson       |
| Europees kampioen: degene met de minste totaalpunten                                                                                                  |                 |                       |                       |                       |
| 1987 | Trondheim       | Nikolaj Goeljajev     | Michael Hadschieff    | Hein Vergeer          |
| 1988 | Den Haag        | Tomas Gustafson       | Leo Visser            | Gerard Kemkers        |
| 1989 | Göteborg        | Leo Visser            | Gerard Kemkers        | Geir Karlstad         |
| 1990 | Heerenveen      | Bart Veldkamp         | Tomas Gustafson       | Leo Visser            |
| 1991 | Sarajevo        | Johann Olav Koss      | Leo Visser            | Bart Veldkamp         |
| 1992 | Heerenveen      | Falko Zandstra        | Johann Olav Koss      | Rintje Ritsma         |
| 1993 | Heerenveen      | Falko Zandstra        | Johann Olav Koss      | Rintje Ritsma         |
| 1994 | Hamar           | Rintje Ritsma         | Johann Olav Koss      | Falko Zandstra        |
| 1995 | Heerenveen      | Rintje Ritsma         | Falko Zandstra        | Roberto Sighel        |
| 1996 | Heerenveen      | Rintje Ritsma         | Ids Postma            | Martin Hersman        |
| 1997 | Heerenveen      | Ids Postma            | Rintje Ritsma         | Falko Zandstra        |
| 1998 | Helsinki        | Rintje Ritsma         | Roberto Sighel        | Vadim Sajoetin        |
| 1999 | Heerenveen      | Rintje Ritsma         | Roberto Sighel        | Dmitri Sjepel         |
| 2000 | Hamar           | Rintje Ritsma         | Eskil Ervik           | Ids Postma            |
| 2001 | Baselga di Pinè | Dmitri Sjepel         | Bart Veldkamp         | Ids Postma            |
| 2002 | Erfurt          | Jochem Uytdehaage     | Carl Verheijen        | Dmitri Sjepel         |
| 2003 | Heerenveen      | Gianni Romme          | Rintje Ritsma         | Mark Tuitert          |
| 2004 | Heerenveen      | Mark Tuitert          | Carl Verheijen        | Jochem Uytdehaage     |
| 2005 | Heerenveen      | Jochem Uytdehaage     | Sven Kramer           | Carl Verheijen        |
| 2006 | Hamar           | Enrico Fabris         | Eskil Ervik           | Håvard Bøkko          |
| 2007 | Collalbo        | Sven Kramer           | Enrico Fabris         | Carl Verheijen        |
| 2008 | Kolomna         | Sven Kramer           | Håvard Bøkko          | Enrico Fabris         |
| 2009 | Heerenveen      | Sven Kramer           | Håvard Bøkko          | Wouter Olde Heuvel    |
| 2010 | Hamar           | Sven Kramer           | Enrico Fabris         | Ivan Skobrev          |
| 2011 | Collalbo        | Ivan Skobrev          | Jan Blokhuijsen       | Koen Verweij          |
| 2012 | Boedapest       | Sven Kramer           | Jan Blokhuijsen       | Håvard Bøkko          |
| 2013 | Heerenveen      | Sven Kramer           | Jan Blokhuijsen       | Håvard Bøkko          |
| 2014 | Hamar           | Jan Blokhuijsen       | Koen Verweij          | Håvard Bøkko          |
| 2015 | Tsjeljabinsk    | Sven Kramer           | Koen Verweij          | Denis Joeskov         |
| 2016 | Minsk           | Sven Kramer           | Bart Swings           | Jan Blokhuijsen       |
| 2017 | Heerenveen      | Sven Kramer           | Jan Blokhuijsen       | Bart Swings           |
| 2019 | Collalbo        | Sven Kramer           | Patrick Roest         | Sverre Lunde Pedersen |
| 2021 | Heerenveen      | Patrick Roest         | Marcel Bosker         | Sverre Lunde Pedersen |
| 2023 | Hamar           | Patrick Roest         | Sander Eitrem         | Bart Swings           |
| 2025 | Heerenveen      | Sander Eitrem         | Peder Kongshaug       | Beau Snellink         |

## Medailleverdeling
Onderstaande klassementen zijn bijgewerkt tot en met het EK allround van 2025.
|    | Naam                  | Goud | Zilver | Brons | Totaal |
| -- | --------------------- | ---- | ------ | ----- | ------ |
| 1  | Sven Kramer           | 10   | 1      | 0     | 11     |
| 2  | Rintje Ritsma         | 6    | 2      | 2     | 10     |
| 3  | Clas Thunberg         | 4    | 4      | 0     | 8      |
| 4  | Ivar Ballangrud       | 4    | 0      | 2     | 6      |
| 5  | Oscar Mathisen        | 3    | 2      | 1     | 6      |
| 6  | Hjalmar Andersen      | 3    | 2      | 0     | 5      |
| 7  | Ard Schenk            | 3    | 1      | 0     | 4      |
| 8  | Rudolf Gundersen      | 3    | 0      | 0     | 3      |
| 9  | Knut Johannesen       | 2    | 3      | 1     | 6      |
| 10 | Kay Arne Stenshjemmet | 2    | 2      | 1     | 5      |
| 11 | Jan Egil Storholt     | 2    | 1      | 2     | 5      |
| 11 | Falko Zandstra        | 2    | 1      | 2     | 5      |
| 13 | Hilbert van der Duim  | 2    | 1      | 1     | 4      |
| 13 | Tomas Gustafson       | 2    | 1      | 1     | 4      |
| 15 | Dag Fornæss           | 2    | 1      | 0     | 3      |
| 15 | Oleg Gontsjarenko     | 2    | 1      | 0     | 3      |
| 15 | Patrick Roest         | 2    | 1      | 0     | 3      |
| 15 | Michael Staksrud      | 2    | 1      | 0     | 3      |
| 19 | Göran Claeson         | 2    | 0      | 2     | 4      |
| 20 | Moje Öholm            | 2    | 0      | 1     | 3      |
| 20 | Hein Vergeer          | 2    | 0      | 1     | 3      |
| 20 | Jochem Uytdehaage     | 2    | 0      | 1     | 3      |
| 23 | Peder Østlund         | 2    | 0      | 0     | 2      |
| 23 | Julius Seyler         | 2    | 0      | 0     | 2      |
| 23 | Nikolaj Stroennikov   | 2    | 0      | 0     | 2      |

|    | Naam        | Goud | Zilver | Brons | Totaal |
| -- | ----------- | ---- | ------ | ----- | ------ |
| 1  | Noorwegen   | 39   | 39     | 37    | 115    |
| 2  | Nederland   | 37   | 30     | 27    | 94     |
| 3  | Sovjet-Unie | 10   | 7      | 8     | 25     |
| 4  | Zweden      | 10   | 3      | 8     | 21     |
| 5  | Finland     | 7    | 9      | 6     | 22     |
| 6  | Rusland     | 5    | 1      | 6     | 12     |
| 7  | Oostenrijk  | 2    | 5      | 3     | 11     |
| 8  | Duitsland   | 2    | 0      | 0     | 2      |
| 9  | Italië      | 1    | 4      | 2     | 7      |
| 10 | Letland     | 1    | 0      | 0     | 1      |
| 11 | België      | 0    | 2      | 2     | 4      |
| 12 | Frankrijk   | 0    | 1      | 1     | 2      |
| 13 | Hongarije   | 0    | 0      | 1     | 1      |

|    | Naam                  | Goud | Zilver | Brons | Totaal |
| -- | --------------------- | ---- | ------ | ----- | ------ |
| 1  | Sven Kramer           | 23   | 7      | 2     | 32     |
| 2  | Clas Thunberg         | 17   | 9      | 3     | 29     |
| 3  | Knut Johannesen       | 14   | 2      | 4     | 20     |
| 4  | Oscar Mathisen        | 12   | 6      | 3     | 21     |
| 5  | Ivar Ballangrud       | 12   | 3      | 7     | 22     |
| 6  | Rintje Ritsma         | 11   | 8      | 9     | 28     |
| 7  | Hjalmar Andersen      | 11   | 4      | 2     | 17     |
| 8  | Rudolf Gundersen      | 10   | 6      | 0     | 16     |
| 9  | / Bart Veldkamp       | 9    | 7      | 0     | 16     |
| 10 | Peder Østlund         | 9    | 2      | 1     | 12     |
| 11 | Julius Seyler         | 8    | 4      | 1     | 13     |
| 12 | Kay Arne Stenshjemmet | 8    | 3      | 3     | 14     |
| 13 | Ard Schenk            | 8    | 2      | 2     | 12     |
| 14 | Jevgeni Grisjin       | 8    | 1      | 1     | 10     |
| 15 | Jan Egil Storholt     | 7    | 7      | 5     | 20     |
| 16 | Kees Verkerk          | 7    | 2      | 3     | 12     |
| 17 | Tomas Gustafson       | 6    | 8      | 1     | 15     |
| 18 | Konrad Niedźwiedzki   | 6    | 5      | 1     | 12     |
| 19 | Moje Öholm            | 6    | 2      | 4     | 12     |
| 20 | Sten Stensen          | 6    | 2      | 3     | 11     |

## Kampioenschapsrecords
Bijgewerkt tot en met het EK van 2025.
| Onderdeel      | Schaatser       | Land      | Tijd/Punten | Datum              | Baan       |
| -------------- | --------------- | --------- | ----------- | ------------------ | ---------- |
| 500 meter      | Kim Min-seok    | Hongarije | 35,63       | 11 januari 2025    | Heerenveen |
| 1500 meter     | Peder Kongshaug | Noorwegen | 1.44,01     | 12 januari 2025    | Heerenveen |
| 5000 meter     | Sander Eitrem   | Noorwegen | 6.06,20     | 11 januari 2025    | Heerenveen |
| 10.000 meter   | Davide Ghiotto  | Italië    | 12.35,96    | 12 januari 2025    | Heerenveen |
| Grote vierkamp | Sander Eitrem   | Noorwegen | 146.561     | 11-12 januari 2025 | Heerenveen |

Afgeschafte onderdelen
| Onderdeel       | Schaatser        | Land      | Tijd/Punten | Datum              | Baan  |
| --------------- | ---------------- | --------- | ----------- | ------------------ | ----- |
| 3000 meter      | Kees Verkerk     | Nederland | 4.41,20     | 28 januari 1967    | Lahti |
| Kleine vierkamp | Michael Staksrud | Noorwegen | 187.037     | 30-31 januari 1937 | Davos |

## Statistieken
Bijgewerkt tot en met het EK van 2025.

### Beste prestatie per land
| Land                | Beste klassering | Schaatser                          |
| ------------------- | ---------------- | ---------------------------------- |
| België              | Zilver           | Bart Swings, Bart Veldkamp         |
| Denemarken          | Brons            | Emil Schou                         |
| Duitsland           | 2×               | Julius Seyler                      |
| Estland             | 19               | Leopold Reivart                    |
| Finland             | 4×               | Clas Thunberg                      |
| Frankrijk           | Zilver           | André Kouprianoff                  |
| Hongarije           | 2×               | Kornél Pajor                       |
| Italië              | Goud             | Enrico Fabris                      |
| Joegoslavië         | 28               | Nihad Mahmutovic                   |
| Letland             | Goud             | Alfons Bērziņš                     |
| Nederland           | 10×              | Sven Kramer                        |
| Noorwegen           | 4×               | Ivar Ballangrud                    |
| Oekraïne            | 7                | Yuri Shulga                        |
| Oostenrijk          | Goud             | Otto Polacsek, Karl Wazulek        |
| Polen               | 7                | Konrad Niedźwiedzki, Jan Szymański |
| Portugal            | 28               | Fausto Marreiros                   |
| Roemenië            | 5                | Tibor Kopacz                       |
| Rusland             | 2×               | Nikolaj Stroennikov                |
| Sovjet-Unie         | 2×               | Oleg Gontsjarenko                  |
| Spanje              | 19               | Iñigo Vidondo                      |
| Tsjechië            | 11               | Franz Myslbeck                     |
| Verenigd Koninkrijk | 4                | Steven Ashe, Charles Edgington     |
| Wit-Rusland         | 10               | Vitalij Michajlov                  |
| Zweden              | 2×               | Göran Claeson, Moje Öholm          |
| Zwitserland         | 5                | Richard Muser                      |

### Organiserende steden
| IJsbaan                                                            | Plaats              | Type                                         | Aantal | Jaren                                                                                               |
| ------------------------------------------------------------------ | ------------------- | -------------------------------------------- | ------ | --------------------------------------------------------------------------------------------------- |
| Thialf                                                             | Heerenveen          | Onoverdekt, kunstijs Overdekt, kunstijs 0    | 215 0  | 1971, 1975 1990, 1992, 1993, 1995, 1996, 1997, 1999, 2003, 2004, 2005, 2009, 2013, 2017, 2021, 2025 |
| Gamle Frogner Stadion Frogner Stadion Bislett Stadion              | Oslo                | Onoverdekt, natuurijs                        | 1 4 10 | 1903 1924, 1928, 1936, 19381951, 1957, 1960, 1962, 1964, 1968, 1976, 1978, 1982, 1986               |
| Mjøsen Hamar Stadion Vikingskipet                                  | Hamar               | Onoverdekt, natuurijs 0 Overdekt, kunstijs   | 1 56   | 1894 1911, 1923, 1934, 1948, 1953 1994, 2000, 2006, 2010, 2014, 2023                                |
| Eisstadion                                                         | Davos               | Onoverdekt, natuurijs                        | 11     | 1899, 1902, 1904, 1906, 1907, 1929, 1932, 1937, 1949, 1954, 1972                                    |
| Kaisaniimenlahti Töölön Pallokenttä (Tölö Boldplan) Olympiastadion | Helsinki            | Onoverdekt, natuurijs                        | 13     | 192219351950, 1956, 1961                                                                            |
| Östermalms Idrottsplats Stockholm Stadion                          | Stockholm           | Onoverdekt, natuurijs                        | 31     | 1912, 1927, 1931 1947                                                                               |
| Øya Stadion Leangen kunstisbane                                    | Trondheim           | Onoverdekt, natuurijs                        | 2      | 1901, 1930 1980, 1987                                                                               |
| Ullevi IJsbaan van Ruddalens IP                                    | Göteborg            | Onoverdekt, kunstijs Semi-overdekt, kunstijs | 3 1    | 1959, 1963, 1965 1989                                                                               |
| IJsselstadion                                                      | Deventer            | Onoverdekt, kunstijs                         | 3      | 1966, 1979, 1981                                                                                    |
| Tunavallen Isstadion                                               | Eskilstuna          | Onoverdekt, natuurijs Onoverdekt, kunstijs   | 1 2    | 1958 1974, 1985                                                                                     |
| IJsbaan van Boedapest Városligeti Müjégpálya                       | Boedapest           | Onoverdekt, natuurijs Onoverdekt, kunstijs   | 21     | 1895, 1909 2012                                                                                     |
| Arena Ritten                                                       | Collalbo            | Onoverdekt, kunstijs                         | 3      | 2007, 2011, 2019                                                                                    |
| IJsbaan van Hamburg                                                | Hamburg             | Onoverdekt, natuurijs                        | 2      | 1891, 1896                                                                                          |
| West-Eisbahn Halensee                                              | Berlijn             | Onoverdekt, natuurijs                        | 1      | 18931914                                                                                            |
| Salakkalathi Viipuri                                               | Viipuri             | Onoverdekt, natuurijs                        | 2      | 1910, 1933                                                                                          |
| Fram kunstisbane                                                   | Larvik              | Onoverdekt, kunstijs                         | 2      | 1977, 1984                                                                                          |
| De Uithof                                                          | Den Haag            | Onoverdekt, kunstijs                         | 2      | 1983, 1988                                                                                          |
| IJsbaan van Wenen                                                  | Wenen               | Onoverdekt, natuurijs                        | 1      | 1891                                                                                                |
| Museumplein                                                        | Amsterdam           | Onoverdekt, natuurijs                        | 1      | 1897                                                                                                |
| IJsbaan van Strbské Pleso                                          | Strbské Pleso       | Onoverdekt, natuurijs                        | 1      | 1900                                                                                                |
| Nybroviken                                                         | Stockholm           | Onoverdekt, natuurijs                        | 1      | 1905                                                                                                |
| IJsbaan van Klagenfurt                                             | Klagenfurt          | Onoverdekt, natuurijs                        | 1      | 1908                                                                                                |
| IJsbaan van Sint-Petersburg                                        | Sint-Petersburg     | Onoverdekt, natuurijs                        | 1      | 1913                                                                                                |
| Badrutts Park                                                      | Sankt Moritz        | Onoverdekt, natuurijs                        | 1      | 1925                                                                                                |
| Stade de Mont Blanc                                                | Chamonix-Mont-Blanc | Onoverdekt, natuurijs                        | 1      | 1926                                                                                                |
| IJsbaan van Riga                                                   | Riga                | Onoverdekt, natuurijs                        | 1      | 1939                                                                                                |
| Fyrvalla                                                           | Östersund           | Onoverdekt, natuurijs                        | 1      | 1952                                                                                                |
| IJsbaan van Falun                                                  | Falun               | Onoverdekt, natuurijs                        | 1      | 1955                                                                                                |
| IJsbaan van Lahti                                                  | Lahti               | Onoverdekt, natuurijs                        | 1      | 1967                                                                                                |
| Ludwig Schwabl Stadion                                             | Inzell              | Onoverdekt, kunstijs                         | 1      | 1969                                                                                                |
| Olympia Eisstadion Innsbruck                                       | Innsbruck           | Onoverdekt, kunstijs                         | 1      | 1970                                                                                                |
| Anneau de Vitesse                                                  | Grenoble            | Onoverdekt, kunstijs                         | 1      | 1973                                                                                                |
| Zetra Ice Rink                                                     | Sarajevo            | Onoverdekt, kunstijs                         | 1      | 1991                                                                                                |
| Oulunkylä                                                          | Oulunkylä           | Onoverdekt, kunstijs                         | 1      | 1998                                                                                                |
| Circolo Pattinatori Pinè                                           | Baselga di Pinè     | Onoverdekt, kunstijs                         | 1      | 2001                                                                                                |
| Gunda Niemann-Stirnemann Halle                                     | Erfurt              | Overdekt, kunstijs                           | 1      | 2002                                                                                                |
| Kometa                                                             | Kolomna             | Overdekt, kunstijs                           | 1      | 2008                                                                                                |
| Uralskaja Molnija                                                  | Tsjeljabinsk        | Overdekt, kunstijs                           | 1      | 2015                                                                                                |
| Minsk Arena                                                        | Minsk               | Overdekt, kunstijs                           | 1      | 2016                                                                                                |

### Organiserende landen
| Land                     | Aantal | Jaren |
| ------------------------ | ------ | --- |
| Noorwegen                | 35     | 1894, 1901, 1903, 1911, 1923, 1924, 1928, 1930, 1934, 1936, 1938, 1946, 1948, 1951, 1953, 1954, 1957, 1960, 1962, 1964, 1968, 1976, 1977, 1978, 1980, 1982, 1984, 1986, 1987, 1994, 2000, 2006, 2010, 2014, 2023 |
| Nederland                | 23     | 1897, 1966, 1971, 1975, 1979, 1981, 1983, 1988, 1990, 1992, 1993, 1995, 1996, 1997, 1999, 2003, 2004, 2005, 2009, 2013, 2017, 2021, 2025                                                                         |
| Zweden                   | 14     | 1905, 1912, 1927, 1931, 1947, 1952, 1955, 1958, 1959, 1963, 1965, 1974, 1985, 1989 |
| Zwitserland              | 11     | 1899, 1902, 1904, 1906, 1907, 1925, 1929, 1932, 1937, 1949, 1972 |
| Finland                  | 10     | 1898, 1910, 1922, 1933, 1935, 1950, 1956, 1961, 1967, 1998 |
| Duitsland                | 5      | 1891, 1893, 1896, 1914, 2002 |
| Hongarije                | 4      | 1895, 1900, 1909, 2012 |
| Italië                   | 4      | 2001, 2007, 2011, 2019 |
| Oostenrijk               | 3      | 1892, 1908, 1970 |
| Rusland                  | 3      | 1913, 2008, 2015 |
| Frankrijk                | 2      | 1926, 1973 |
| Letland                  | 1      | 1939 |
| Bondsrepubliek Duitsland | 1      | 1969 |
| Joegoslavië              | 1      | 1991 |
| Wit-Rusland              | 1      | 2016 |